# Rio Bucura
O Rio Bucura é um rio da Romênia afluente do Rio Lăpuşnicul Mare, localizado no distrito de Hunedoara.